# 灰短脚鹎属
灰短脚鹎属（学名：Hemixos）是鹎科下的一个属。

## 下属物种
本属包括以下物种：
- 栗背短脚鹎 Hemixos castanonotus Swinhoe, 1870
- 灰黑短脚鹎 Hemixos cinereus (Blyth, 1845)，分布于泰国、马来半岛、苏门答腊、婆罗洲。
- 灰短脚鹎 Hemixos flavala Blyth, 1845